# Ротхаар, Уилл
Уильям Эдвард «Уилл» Ротхаар (англ. William Edward "Will" Rothhaar; род. 12 января 1987 года, Нью-Йорк, Нью-Йорк (штат), США) — американский киноактёр и композитор.

## Карьера
Уилл родился 12 января 1987 года в Нью-Йорке в семье Майкл и Нэнси Ротхаар, оба из родителей драматурги, актёры и режиссёры. Он недолго жил в маленьком курортном городке «Бойлинг Спринс», штат Пенсильвания где начал играть в театре. Позже он переехал и рос на западной стороне Лос-Анджелеса где учился в «Средней школе им. Александра Гамильтона».
Начал сниматься в кино в середине 1990-х. Ротхаар неоднократно появлялся в фильмах и сериалах. Самыми известными его работами являются — «Баффи — истребительница вампиров», «Без ума от тебя», «Джек Фрост», «Сердца в Атлантиде». В 1999 году от журнала «Hollywood Reporter» он получил премию «Молодая звезда» за роль Джона в фильме Дэвида Мэмета криптограммы на Geffen Playhouse. Также он сыграл в таких известных фильмах как Любовь к собакам обязательна (2005), в роли капрала Ли Имлэя фильме «Битва: Лос-Анджелес» (2011). Также он сыграл в известных CSI: Майами (2011), и CSI: Нью-Йорк (2012), каждый раз играя различных персонажей. В 2013 году он снялся вместе с Робом Лоу в телевизионном фильме «Убийство Кеннеди».

## Фильмография

### Кино
| Год  |   | Русское название                                | Оригинальное название          | Роль                  |
| ---- | - | ----------------------------------------------- | ------------------------------ | --------------------- |
| 1995 | ф | Похищенный: В исполнении служебных обязанностей | Kidnapped: In the Line of Duty | Донни Линдстром       |
| 1995 | ф | Письмо моему убийце                             | Letter to My Killer            | Дэнни                 |
| 1996 | ф | Невинные жертвы                                 | Innocent Victims               | Мэтт Ричардсон        |
| 1996 | ф | Заводила                                        | Kingpin                        | молодой / Рой Мансон  |
| 1996 | ф | Американские бродяги                            | American Strays                | Джордан               |
| 1997 | ф | Путешествие Сердца                              | Journey of the Heart           | молодой / Рэй Джонсон |
| 1998 | ф | Джек Фрост                                      | Jack Frost                     | Дэннис                |
| 1999 | ф | Черный и синий                                  | Black and Blue                 | Роберт Бенедетто      |
| 2000 | ф | Любовь и секс                                   | Love & Sex                     | Бобби                 |
| 2000 | ф | Самоотключающийся                               | Fail Safe                      | Томми Грейди          |
| 2000 | ф | Американская дочь                               | An American Daughter           | Кип                   |
| 2001 | ф | На золотом озере                                | On Golden Pond                 | Билли Рэй             |
| 2001 | ф | Сердца в Атлантиде                              | Hearts in Atlantis             | Джон Салливан         |
| 2002 | ф | Теперь вы знаете                                | Now You Know                   | Эдди                  |
| 2003 | ф | Молодые гонщики                                 | Kart Racer                     | Вэт Дэвис             |
| 2005 | ф | Любовь к собакам обязательна                    | Must Love Dogs                 | Джереми               |
| 2006 | ф | Любовь является препаратом                      | Love Is the Drug               | Тревор                |
| 2007 | ф | Мой папа псих                                   | King of California             | охранник              |
| 2008 | ф | 33 Гриффин Лейн                                 | 33 Griffin Lane                | Родни                 |
| 2008 | ф | Просто добавь воды                              | Just Add Water                 | Дирк                  |
| 2009 | ф | 16 жизней                                       | 16 to Life                     | Карсон                |
| 2009 | ф | Распечатать                                     | Print                          | гонщик                |
| 2010 | ф | Свободное радио Альбемута                       | Radio Free Albemuth            | Тед                   |
| 2011 | ф | Инопланетное вторжение: Битва за Лос-Анджелес   | Battle: Los Angeles            | капрал Ли Имлэй       |
| 2013 | ф | Убийство Кеннеди                                | Killing Kennedy                | Ли Харви Освальд      |
| 2014 | ф | Отдел 19                                        | Division 19                    | Нэш                   |

### Телевидение
| Год       |   | Русское название                    | Оригинальное название                   | Роль                                                  |
| --------- | - | ----------------------------------- | --------------------------------------- | ----------------------------------------------------- |
| 1994      | с | Доктор Куин, женщина-врач           | Dr. Quinn, Medicine Woman               | (2 серии)                                             |
| 1995—1998 | с | Военно-юридическая служба           | Judge Advocate General                  | Джош Пендри (4 серии)                                 |
| 1997      | с | Баффи — истребительница вампиров    | Buffy the Vampire Slayer                | Джеймс (7 серия, 2 сезон)                             |
| 1998      | с | Без ума от тебя                     | Mad About You                           | Логан (Эпизод: "Монета судьбы")                       |
| 2001      | с | Скорая помощь                       | Emergency Room                          | Роберт "Бо" Борсалино (Эпизод: "Выживает сильнейший") |
| 2002      | с | Справедливая Эми                    | Judging Amy                             | Энтони Косей (Эпизод: "Не Спотыкаясь, но Танцы")      |
| 2002      | с | Защитник                            | The Guardian                            | Дэйл Фэнт (Эпизод: "Живой")                           |
| 2004      | с | C.S.I.: Место преступления          | CSI: Crime Scene Investigation          | оператор американских горок (Эпизод: "Поворот винта") |
| 2005      | с | Мыслить как преступник              | Criminal minds                          | Кори Бриджес (Эпизод: "Популярные Дети")              |
| 2006      | с | Без следа                           | Without a Trace                         | Мэтт Джеймсон (Эпизод: "Дорога домой")                |
| 2006      | с | Детектив Раш                        | Cold Case                               | Нил Хэнлон (Эпизод: "Буйство")                        |
| 2008      | с | Терминатор: Битва за будущее        | Terminator: The Sarah Connor Chronicles | Мартин Беделлом (Эпизод: "Прощай, все, что")          |
| 2008      | с | Менталист                           | The Mentalist                           | Уин (Эпизод: "Красные приливы")                       |
| 2009      | с | Говорящая с призраками              | Ghost Whisperer                         | Тим Дуайт (Эпизод: "Медленный Ожог")                  |
| 2010      | с | Грань                               | Fringe                                  | Уайатт Томми (Эпизод: "Похищенные")                   |
| 2011      | с | Мемфис Бит                          | Memphis Beat                            | Дин Харрисон (Эпизод: "Вражда")                       |
| 2011      | с | C.S.I.: Место преступления Майами   | CSI: Miami                              | Рикки Галиндо (Эпизод: "Контрмеры")                   |
| 2012      | с | C.S.I.: Место преступления Нью-Йорк | CSI: NY                                 | Люк Шелтон                                            |
| 2012      | с | Восприятие                          | Perception                              | Эдди (Эпизод: "Шифр")                                 |
| 2012—2013 | с | Последняя надежда                   | Last Resort                             | Джош Брэннэн (7 серий)                                |
| 2014      | с | Безрассудный                        | Reckless                                | Макс Карлайл (Эпизод: "Кровавый камень")              |
| 2014      | с | Касл                                | Castle                                  | Джаред Стоун                                          |
| 2014—2015 | с | Гримм                               | Grimm                                   | офицер Джесси Акер (3 серии)                          |

## Награды и номинации

### Награды
- 2013 — Премия «WorldFest Houston» — Лучший художественный фильм, за фильм «Служебные обязанности»

### Номинации
- 2000 — Премия «Young Artist Awards» — Лучший молодой актёр в телефильме, за фильм «Черный и синий»
- 2000 — Премия «YoungStar Awards» — Лучший молодой актер в сериале и фильме, за фильм «Американская дочь»
- 2002 — Премия «Young Artist Awards» — Лучший молодой актёр в художественном фильме, за фильм «Сердца в Атлантиде»